# Pierre Riga
Pierre Riga, in latino: Petrus Riga (Vendôme, 1140 circa – Reims, 1209), è stato un presbitero e poeta francese in lingua latina.

## Biografia
Non sono numerosi i dati certi su Pierre Riga. Francese di Vendôme (ma alcuni affermano fosse inglese), studiò alla Sorbona attorno al 1165; in seguito fu chierico cantore e infine canonico della cattedrale di Reims.
Scrisse versi in lingua latina. Numerose sono le parafrasi dalla Bibbia, che confluirono successivamente nell'Aurora, un poema in distici elegiaci, allegoria delle Sacre scritture che fu rielaborata e aumentata da Aegidius Parisiensis. D'altra parte lo stesso Pierre Riga aveva composto un'ampia antologia in Floridus aspectus, opera che contiene altre composizioni poetiche di grande ispirazione.

## Opere
- Aurora
- Floridus aspectus
  - Vita Susannae
  - Vita Sancti Eustachii
  - Colores verborum et sententiarum
  - Passio Sanctae Agnetis